# Револуције 1989.
Револуције 1989. је израз којим се описује низ догађаја током којих је године 1989. у шест држава тадашњег Источног блока: Пољској, Мађарској, Источној Немачкој, Бугарској, Чехословачкој и Румунији, дошло до нестанка просовјетских једнопартијских комунистичких режима и њихове замене вишестраначким демократским системима.
Када су наредне године у тим државама одржани први вишестраначки избори, на њима су, у већој или мањој мери, доминацију однеле антикомунистичке и националистичке, прозападно оријентисане странке, чиме је Источни блок престао да постоји, а недуго након њега је дошло до распада Совјетског Савеза и Југославије, односно пада комунистичког режима у Албанији. Због тога се ти догађаји, који означавају крај Хладног рата, често називају Пад комунизма. У последње време се, с обзиром на то да две деценије касније комунистичке владе још увек постоје у НР Кини, Северној Кореји, Куби и још неким државама, користи нешто прецизнији израз Пад комунизма у Источној Европи. У страној литератури се понекад користи и израз Јесен народа.
Револуције 1989. године су означиле најдраматичнију промену равнотеже сила у недавној историји, односно означиле почетак посткомунистичке ере, односно хегемоније неолибералног капитализма на економском, либералне демократије на идеолошком те САД на политичком плану.

## Ситуација пред почетак револуција
У источној Европи су комунистички режими успостављени након Другог светског рата, углавном на територијама које је на крају рата ослободила Црвена армија. Ти су режими били чврсто везани уз Совјетски Савез, не само формалним споразумима као што је касније основани Варшавски пакт, него и чињеницом да су владајуће комунистичке партије по својој идеологији биле истоветне КП Совјетског Савеза те су политичке и економске системе државама под својом влашћу настојале да учине што сличнијима совјетском. То је у пракси довело да се у све земље источне Европе уведе систем државног социјализма кога су теоретичари Источног блока накнадно назвали реалним. Иако је тај систем делимично поспешио поратну обнову и развој неких пре рата неразвијених подручја, на дужи рок се показао неефикасним и довео је до видног економског назадовања источноблоковских земаља у односу на њихове суседе који су се налазили ван граница Источног блока.
Такво стање ствари је изазвало дубоко незадовољство међу становништвом тих државама, а у некима од њих су од самог почетка тињало и национализмом поспешено антикомунистичко расположење. Развој масовних медија, као што су радио и телевизија, а које дотадашњи методи цензуре нису могли да зауставе, учинио је становнике тих држава пријемчивим како за непосредну хладноратовску пропаганду Западног блока, тако и за упоредбе сопственог животног стандарда с оним у не-комунистичким државама.
Иако је такво незадовољство постојало деценијама, оно није довело до смене режима. Разлог за то је био пре у свега због исказаној спремности Совјета, поучених изласком Титове Југославије из Источног блока, да на сваки покушај изласка својих сателита из Источног блока брутално реагују оружаном силом, као што је био случај с гушењем берлинског устанка 1953. године, односно мађарске револуције 1956. године. Пошто је Албанија такође изашла из Источног блока користећи се географским положајем и совјетско-кинеским расколом, СССР је своју хегемонију потврдио и инвазијом Варшавског пакта на Чехословачку којом је сломљен реформски покрет зван Прашко пролеће. Оправдање за такве поступке је, пак, пронађено у накнадно формулисаној Брежњевљевој доктрини о ограниченом суверенитету својих сателита. Она је, с друге стране, по први имплицитно дозволила одређену слободу комунистичких партија да формулишу сопствену унутрашњу политику, поготово у области економије, а што је најбоље искористила Мађарска са својим гулаш социјализмом.
Не само сателитске земље Источног блока, него и сам СССР је почетком 1980-их почео да осећа ефекте дубоке економске кризе. Она је пре свега била последица застареле и неефикасне реал-социјалистичке економије, као и тога да је СССР 1970-их утрошио превише финансијских и других средстава настојећи створити империју од просовјетских земаља Трећег света те тако довео до тзв. Брежњевљеве стагнације. Криза се, пак, снажно одразила и на Пољску где је избор домаћег кардинала Карола Војтиле за папу Јована Павла ИИ дао потицај за оснивање масовног антикомунистичког синдикалног покрета Солидарност кога комунистичке власти, упркос појачаној репресији и увођења ратног стања, нису могле ефикасно сузбити.
Године 1985. је пак у самом Совјетском Савезу по први пут на власт дошла млађа генерација партијских челника на челу с Михаилом Горбачовом те почела формулисати нови курс совјетске спољне и унутрашње политике, пре свега оријентисан на унутрашње реформе, а мање на конфронтацију са Западом. Горбачов је био уверен како економске реформе у смеру напуштања државног социјализма и увођења елемената тржишта, познате као перестројка, морају да иду руку под руку с либералним политичким реформама, односно увођењу елемената демократије, познатих као гласност. Нови курс, прокламован 1986. године, учинио је Горбачова популарним на Западу и битно допринео смањивању хладноратовских напетости, али је у самом Источном блоку довео до низа несугласица, с обзиром да је дио источноевропских режима показао далеко мање спремности да прати Горбачовљев реформски курс.
То се пре свега односило на Источну Немачку под Ерихом Хонекером, Чехословачку под Густавом Хусаком, Бугарску под Тодором Живковим, а највише Румунију под Николајеом Чаушескуом. У свим тим државама је по питању политичких и других слобода постајао све видљивији раскорак у односу не само на СССР, него и на Мађарску те Пољску, где су комунистичке власти економским реформама настојале стишати незадовољство и тако сузбити Солидарност.

## Синатрина доктрина
Упркос стеченој популарности, Горбачов и његов програм нису успели да зауставе негативне економске трендове, а престиж, репутација и снага совјетске државе и система су били додатно начети низом катастрофа као што су нуклеарни инцидент у Чернобиљу и земљотрес у Јерменији, односно инцидената као што је слетање Матијаса Руста на Црвени трг, након чега се на СССР све више гледало као на „тигар од папира“. Због тога је Горбачов, сматрајући како се СССР може реформисати једино уз западне финансијске инвестиције и другу помоћ, постајао све спремнији на уступке Западу, укључујући и кључни захтев,- уклањање совјетске хегемоније над Источном Европом.
Темељ те хегемоније је крајем 1980-их била совјетска војна моћ, односно пријетња оружаном интервенцијом у случају да у неким државама Источног блока на власт дођу анти-совјетски режими. Међутим, Горбачов је већ на самом почетку јасно ставио до знања како таква опција није изгледна. Преседан је постојао у томе што совјетске власти нису интервенисале када је у Пољској почетком године Солидарност, односно када је Мађарска 2. маја срушила ограду и уклонила оружане страже на граници с Аустријом, како би омогућила својим и другим грађанима Источног блока да одлазе на Запад.
Горбачовљеву несклоност према оружаној интервенцији су поспешили и драматични догађаји у Кини, где је 15. маја дошао у посету настојећи окончати вишедеценијски идеолошки сукоб. Посета се поклопила с масовним протестима на Тргу Тјен Ан Мен, где су хиљаде студената тражиле радикалне политичке реформе у смеру либерализма и демократије. Покрет је неколико недеља након Горбачовљеве посете брутално угушен војном акцијом која је забележена пред камерама светских телевизија. То је за последицу имало бројне осуде светске јавности, а на што је следила имплицитна похвала Горбачову који се таквих метода унапред одрекао.
Горбачов је ту своју политику, односно напуштање Брежњевљеве доктрине, експлицитно објавио преко Генадија Герасимова, који је совјетски став, према коме државе Источног блока могу бирати „свој пут“ без обзира на то косило се то са совјетским интересима или не, 25. октобра формулисао као Синатрину доктрину. У пракси је та доктрина значила не само да комунистички властодршци који настоје водити самосталну политику више не морају бринути од совјетске интервенције, него и да се у случају антикомунистичког устанка више не могу ослањати на совјетску војну помоћ.

## Вал револуција

### Пољска
Пољска уједињена радничка партија, владајућа странка у Пољској је крајем 1988. године, суочена с неуспехом економских реформи, штрајковима и све боље организованим изразима отпора режиму, дошла до закључка да се из кризе може извући једино ако с антикомунистичком опозицијом отпочне преговоре о евентуалној подели власти. Као знак добре воље Солидарност је легализована, а у пролеће су одржани вишемесечни преговори за округлим столом с циљем да се промени устав, односно омогуће слободни вишестраначки избори. Они су резултовали новим уставом, те првим изборима је који су одржани 4. јуна 1989. године. Иако они нису били потпуно слободни, с обзиром да је ПУРП унапред имао гарантованих 65% места у доњем дому Сејма, на њима се више него уверљиво исказало опредељење пољских гласача за антикомунистичку опозицију. Када су ПУРП напустиле његове сателитске странке, 24. августа је састављена нова влада на челу с Тадеушом Мазовјецким, који је тако постао први не-комунистички премијер у Источној Европи од краја 1940-их. У Пољској је крајем године поновно промењен устав, године 1990. одржани први слободни председнички, а 1991. године и парламентарни избори.

### Мађарска
Иако је под њеном влашћу Мађарска стекла репутацију економски најлибералније државе Источног блока, Мађарска социјалистичка радничка партија се за политичке реформе изјаснила тек када је с њеног чела отишао Јанош Кадар 1988. године. Тако се још у фебруару 1989. године МСРП одлучила обновити вишепартијски систем, односно почети водити Мађарску у чланство Европске економске заједнице. Тада је такође одлучено да се рехабилитује Имре Нађ и друге жртве револуције 1956. године, а његов свечани погреб је искориштен за демонстрацију националног помирења с антикомунистичком опозицијом. По узору на Пољску су после тога одржани преговори с округлим столом како би се договорила што безболнија транзиција на вишепартијски систем. У октобру 1989. је МСРП одржала свој последњи конгрес на коме се реформирала у данас постојећу Мађарску социјалистичку партију (МСП). У Мађарској је тада промењен устав те су на основу њега у мају 1990. одржани први слободни избори на којима је победила коалиција десних антикомунистичких странака.

### Источна Немачка
Одлука мађарских власти да отворе границу с Аустријом је имала драматичне последице по Источну Немачку, с обзиром да су њени грађани по први пут након изградње Берлинског зида добили прилику да ступе на територију Западне Немачке, где би аутоматски стицали држављанство. Владајућа Јединствена социјалистичка партија Немачке (СЕД) на челу с Ериком Хонекером тај егзодус могла зауставити једино затварањем граница са свим државама Источног блока, што је за последице имало нагло губљење њеног престижа и ауторитета. На улицама су почеле демонстрације, којима је имплицитну подршку почетком октобра дао и сам Горбачов, рекавши да СЕД мора да заузме реформски курс. СЕД је средином октобра, настојећи сузбити незадовољство, свргнула Хонекера и поставила ново реформско руководство. Оно је, пак, под притиском одлучило 9. новембра отворити границе према Западној Немачкој, што је довело до пада Берлинског зида и еуфорије која је у потпуности срушила ауторитет Партије која је до краја године колабирала. Парламент Источне Немачке је, по узору на Пољску и Мађарску, променио устав и омогућио слободне изборе који су одржани почетком следеће године, а на коме је победио десничарски Савез за Немачку. Нова власт је наставила с процесом који је 3. октобра 1990. довео до поновног уједињења Немачке.

### Бугарска
До јесени 1989. се у Бугарској владајућа Бугарска комунистичка партија под вођством Тодора Живкова опирала настојањима да се спроведу политичке реформе, иако су оне и међу самим чланством Партије уживале све већу подршку. Упркос репресивном апарату, вести о егзодусу из Источне Немачке и протестима су допрле до Бугарске, где су локални антикомунистички и демократски активисти у новембру 1989. организовали прве демонстрације, иако су као номинални повод имали заштиту околине. Пошто је пао Берлински зид, водство БКП се уплашило да би и њих могао снаћи каос као на берлинским улицама, те је унутрашњим пучем свргнуло Живкова и на чело Партије поставило Петра Младенова, вођу реформске струје. То је било довољно да на неко време смири уличне протесте. БКП се тако у фебруару 1990. године јавно определила за вишепартијски систем и слободне изборе. Исто тако се реформирала у Бугарску социјалистичку партију те победила на изборима у јуну 1990. поставши тако једином комунистичком партијом која је успела да у континуитету остане власти након револуција 1989. године.

### Чехословачка
Недељу дана након пада Берлинског зида, сви чехословачки суседи (осим Совјетског Савеза) су напустили комунистички систем. Комунистичка партија Чехословачке, чији је ауторитет ионако био озбиљно нагрижен због сарадње са Совјетима након слома Прашког пролећа, нашла се под страховитим притиском да напусти власт. Повод су биле комеморације поводом Међународног дана студената 17. новембра. Њих су студенти искористили за демонстрације, које, иако испочетка скршене полицијском акцијом, постале моделом за низ сличних акција широм земље, које су кулминисале двочасовним генералним штрајком 27. новембра. Под тим притиском је парламент два дана касније отпочео доносити законе којима се укидао монопол комунистичке власти и званична идеологија, те кооптирао чланове антикомунистичке опозиције у федерални парламент. Дана 29. децембра 1989. је за новог председника изабран вођа антикомуниста Вацлав Хавел. Нови парламент је наставио рад на уставу и законима на темељу којих су у јуну 1990. одржани први слободни избори на којима су победили антикомунисти.

### Румунија
Иако је под Чаушескуовим вођством Румунија водила најслободнију спољну политику у односу на друге државе Источног блока, Румунија је на пољу унутрашње политике била најригиднија, а владајућа Румунска комунистичка партија (РЦП) се најжешће опирала свим покушајима да се усвоје Горбачовљеве реформе и његов курс. С друге стране, то је Чаушескуа и његов режим до краја 1980-их изоловало у односу на друге комунистичке вође, а недостатак економских веза са Западом довело до наглог пада животног стандарда, а тињајућег незадовољства, чему је доприносиле и етничке тензије с Мађарима у Трансилванији. Упркос томе, Чаушеску је био уверен како ће се успети одупрети тренду и остати на власти.
У тим условима је 16. децембра покушај хапшења мађарског пастора Ласла Токеша у Темишвару довео до демонстрација, које су након неколико дана прерасле у свеопшти устанак. Њега су режимске снаге покушале угушити уз помоћ припадника војске и тајне полиције Секуритатеа. Чаушескуов покушај да демонстрације заустави великим говором у Букурешту 21. децембра се претворио у фијаско, када је маса почела викати против њега. Покушај бега 22. децембра није успео, на страну демонстраната је прешла војска, а надзор над кључним зградама преузела група која се назвала Фронт националног спаса. Она је организовала преки суд на коме су Чаушеску и његова супруга Елена осуђени на смрт те стрељани 25. децембра. Борбе с припадницима Секуритате су се наставиле до 27. децембра. Нова власт је променила устав и законе и у мају одржала председничке и парламентарне изборе у мају 1990. на којима је однела победу.

## Наставак револуција (1989—1992)
Иако су револуције 1989. године у ужем смислу завршиле рушењем Чаушескуовог режима у Румунији, оне су свој наставак добиле у другим државама широм света, одмах показавши како је реч о епохалним догађајима који су потпуно променили дотадашњу равнотежу сила у свету. То се пре свега показало у Совјетском Савезу који је своје сателите у Источној Европи надживео тек за две године.

### Совјетски Савез
Политичке слободе које је увео Горбачов су онемогућиле совјетске власти да одржавају дотадашњу медијску блокаду те су тако совјетски грађани имали прилике да чују вести о драматичним догађајима у Источној Европи. Ти догађаји су многим дотадашњим дисидентима дали потицај да покрену сличне покрете у својим срединама, а катализатор је био и дебакл Горбачовљевих економских реформи, који је потпуно разорио ауторитет Партије и централне власти. Нове слободе су такође омогућиле да се јавно исказује деценијама сузбијани национализам, који се почео исказивати и кроз сепаратистичке покрете, поготово на Балтику и Кавказу. Горбачова су с временом почели напуштати савезници као Едуард Шеварднадзе и Борис Јељцин, а покушај да се СССР спаси трансформацијом у нову конфедерацију је пропао захваљујући пучу у августу 1991. године који су организовали конзервативни елементи совјетског естаблишмента. Сам пуч је заустављен захваљујући масовним уличним протестима у Москви и невољкости војника да понове крвопролића налик на Тјен Ан Мен. Због тога се догађаји у августу због иконографије и низа сличних детаља сматрају најпознатијим наставком револуција 1989. године. Након њих је совјетска власт изгубила сваки ауторитет, републике почеле проглашавати независност, да би коначно крајем 1991. СССР и службено био укинут.

### Остали просовјетски режими
Демократски процеси започети 1989. године нису заобишли ни просовјетске комунистичке режиме у другим деловима света, укључујући и неке удаљене од источне Европе. Тако је већ у пролеће 1990. у Монголији дошло до уличних протеста, темељем којих је владајућа Монголска народна револуционарна партија пристала да уведе вишестраначје. Владајућа партија је, међутим, остала на власти све до 1996. године.
У другим деловима света је нестанак просовјетских режима имао више везе с очигледним нестанком совјетске војне и материјалне подршке, а мање с домаћим демократским покретима. У Камбоџи је Хун Сенов просовјетски режим већ 1989. под патронатом УН отпочео преговоре темељем којих је завршен грађански рат, а 1993. обновљена монархија и вишестраначје; и у овом случају је владајућа странка, иако реформисана, остала на власти до данашњег дана. У јулу 1990. је, пак, влада Јужног Јемена објавила како напушта марксизам-лењинизам те започела процес уједињења са Северним Јеменом у јединствену државу. Године 1991. је разнородна коалиција сепаратиста и антикомуниста поразила марксистички режим у Етиопији. Године 1992. је прелазак водећих војних команданата на страну муџахедина довео до коначног колапса комунистичког режима у Авганистану.

### Југославија
За бившу Југославију је било карактеристично да се од Источног блока разликовала нешто већим степеном економских слобода, али и тиме да је степен политичких слобода варирао од републике до републике. За ситуацију крајем 1980-их је била карактеристична и тзв. антибирократска револуција 1988/89, којом су свргнута руководства СК Војводине и СК Црне Горе. С обзиром да је у питању био преседан, односно први случај да партијска руководства буду свргнута у уличним протестима, нешто касније су присталице Слободана Милошевића те догађаје настојале приказати као својеврсну југословенску верзију, односно претечу револуција 1989. године.
Много је увреженији став да су догађаји који представљају еквивалент паду комунизма започели у СР Словенији, која се као најлибералнија од свих југословенских република прва одлучила за вишестраначке изборе. Крајем 1989. је сличну одлуку донело и руководство СК Хрватске, а у пролеће су у Словенији и Хрватској одржани избори на којима је победила националистичка десница. Нешто касније су сличне уставне реформе проведене и у другим републикама, те су у јесен одржани избори у СР Босни и Херцеговини, где је победила коалиција три националне странке, те у СР Србији, Црној Гори и СР Македонији, где су победиле реформисане комунистичке партије - Социјалистичка партија Србије, Демократска партија социјалиста Црне Горе и Социјалдемократски савез Македоније. То је углавном био резултат губитка утицаја Савеза комуниста Југославије, због све већег раста национализма у појединим републикама; највише у Србији, Хрватској и Словенији.
Уставне промене у смеру вишестраначја никада нису уведене на савезном нивоу, с обзиром на спор око будућег уставног устројства југословенске федерације који ће на крају ескалирати у оружане сукобе и њен распад.

### Албанија
Вођство Албанске партије рада, која је до тада спроводила политику међународне изолације, на челу с Рамизом Алијом је већ крајем 1980-их постало свесно да ће морати мењати дотадашњи ригидни стаљинистички систем, а за што је значајан потицај дала румунска револуција. Године 1990. су уведене реформе као укидање ограничења путовања у иностранство, а потом је уставом уведен вишестраначки систем. Албанска партија рада је у марту 1991. године добила изборе, али се тада морала суочити с масовним протестима. С власти је сишла у марту 1992. када ју је заменила Демократска странка.

## Последице
Револуције 1989. су због брзине и лакоће којом су се одиграле, али и због тога што у њима (осим у случају Румуније) није било крвопролића, оставиле дубоки утисак на савременике. На самом почетку су схваћене не само као тријумф Запада, него и као више него јасан доказ његове моралне и цивилизацијске супериорности оличене у капитализму и либералној демократији. Тај се тријумфализам можда најбоље илустровао у изразу Крај историје, односно истоименој књизи Френсиса Фукујаме која је тврдила да људска цивилизација пронашла коначни и савршени облик политичког уређења у секуларној демократији слободног тржишта, какве су се тада успостављале по Источној Европи. Комунизам, марксизам и друге идеологије које су дале темељ срушеним системима су, пак, биле потпуно дискредитоване (бивше комунистичке партије су се реформисале у социјалистичке и социјалдемократске) док су се пак дотадашње социјалистичке и социјалдемократске странке у Западној Европи с левице почеле окретати према центру, при чему је најкарактеристичнији пример Трећег пута кога су усвојили британски лабуристи.
Тријумфализам је након неколико година замењен нешто умеренијим проценама, пре свега захваљујући томе што су се као последице револуција 1989. везивали крвави етнички сукоби у бившој Југославији и бившем Совјетском Савезу, али и спознајом како су последице у различитим државама биле битно друкчије. Тако су у годинама након револуција углавном просперирале оне државе које су и пре доласка комуниста на власт биле релативно економски и културно развијене, као што су Чешка, балтичке републике, те у нешто мањој мери Пољска, Словачка и Мађарска; у њима је забележен раст благостања и општег животног стандарда, који је додатно појачан уласком у ЕУ 2004. године. Насупрот томе су државе на истоку, пре свега Русија, Украјина, централноазијске и кавкаске републике Совјетског Савеза доживеле катастрофалан крах економије који се после одразио кроз нагло сиромашење најширих слојева становништва, пад наталитета и пораст морталитета, процват криминала, насиља и корупције; у неким случајевима су забележени етнички сукоби и тероризам, а у неким случајевима су државе, иако номинално демократске, постале де факто једнопартијске или, према неким мишљењима, „регресирале“ у оријенталне деспоције (за што је карактеристичан Туркменистан).
Одређени економски, политички и културни проблеми су, у већој или мањој мери, забележени у готово свим пост-комунистичким државама источне Европе. Најчешће се везују уз транзицију с државне на тржишну економију, односно приватизацију државних предузећа. У њој су у правилу најбоље пролазили чланови бивше комунистичке номенклатуре, који су се за време или непосредно након револуције „реформирали“ у пословне људе. Уз тај се процес везује и проблем лустрације, односно уклањања кадрова који се због умешаности у репресивне и сличне активности бивших режима сматрају неприкладним за јавно деловање у демократском поретку.
Од средине 2000-их се почело говорити о томе да тзв. обојене револуције у земљама Евроазије представљају својеврсни наставак или други вал револуција 1989. године, иако тај став, поготово у последње вријеме, није универзално прихваћен.